# Adalbero II van Metz
Adalbero II van Metz (omstreeks 958 - 14 december 1005) was bisschop van Verdun in 984 (als Adalbero I) en van 984 tot aan zijn dood bisschop van Metz (als Adalbero II).

## Levensloop
Hij was de zoon van Frederik I, hertog van Opper-Lotharingen en van Beatrix van Frankrijk, de zuster van Hugo Capet.
Adalbero voltooide zijn opleiding in de abdij van Gorze waar hij onderricht kreeg van zijn oom, bisschop Adalbero I van Metz. Hij was voorbestemd om bisschop van Verdun te worden maar in 983 werd Hugo II verkozen. Het jaar nadien trad deze laatste af en werd Adalbero toch benoemd tot bisschop van Verdun.
Na de dood van bisschop Diederik van Metz werd Adalbero op 16 oktober 984 verkozen tot bisschop van Metz en trad hij in de voetsporen van zijn oom. Het bisdom Verdun liet hij over aan een familielid, Adalbero, die de zoon was van Godfried van Verdun.
Als bisschop van Metz ijverde Adalbero voor de hervormingen van de kloosters en abdijen en in het bijzonder deze van Cluny. Hij bouwde de Sint-Symforianusabdij in Metz opnieuw op. Zijn bisschoppelijk paleis werd bij zware ziektes ingericht als hospitaal waar hij zelf de zieken verzorgde.
Adalbero nam deel aan de synodes van Mainz (in 1004) en van Aken (in 1005) waar hij koning Hendrik II van het Heilig Roomse Rijk steunde.
In mei 1005 kreeg Adalbero, op weg naar zijn broer Diederik I van Lotharingen, een beroerte waardoor hij deels verlamd was geworden. Op 14 december van datzelfde jaar stierf hij aan de gevolgen hiervan. Hij werd begraven in de kerk van de Sint-Symforianusabdij.

## Voorouders
| Voorouders van Adalbero II van Metz | Voorouders van Adalbero II van Metz                                        | Voorouders van Adalbero II van Metz                                        | Voorouders van Adalbero II van Metz                                        | Voorouders van Adalbero II van Metz                                        | Voorouders van Adalbero II van Metz                                    | Voorouders van Adalbero II van Metz                                    | Voorouders van Adalbero II van Metz                                   | Voorouders van Adalbero II van Metz                                   |
| ----------------------------------- | -------------------------------------------------------------------------- | -------------------------------------------------------------------------- | -------------------------------------------------------------------------- | -------------------------------------------------------------------------- | ---------------------------------------------------------------------- | ---------------------------------------------------------------------- | --------------------------------------------------------------------- | --------------------------------------------------------------------- |
| Overgrootouders                     | Odacar (ca. 850 – na 901) ∞ ? (–)                                          | Odacar (ca. 850 – na 901) ∞ ? (–)                                          | ? (–) ∞ 900 Irmintrud (–)                                                  | ? (–) ∞ 900 Irmintrud (–)                                                  | Robert van Bourgondië (866–923) ∞ 895 Beatrix van Vermandois (880–931) | Robert van Bourgondië (866–923) ∞ 895 Beatrix van Vermandois (880–931) | Hendrik de Vogelaar (876–936) ∞ 909 Mathilde van Ringelheim (895–968) | Hendrik de Vogelaar (876–936) ∞ 909 Mathilde van Ringelheim (895–968) |
| Grootouders                         | Wigerik (886-tussen 916-919) ∞ Kunigunde van de Ardennen (ca. 890–ca. 940) | Wigerik (886-tussen 916-919) ∞ Kunigunde van de Ardennen (ca. 890–ca. 940) | Wigerik (886-tussen 916-919) ∞ Kunigunde van de Ardennen (ca. 890–ca. 940) | Wigerik (886-tussen 916-919) ∞ Kunigunde van de Ardennen (ca. 890–ca. 940) | Hugo de Grote (897–956) ∞ 938 Hedwig van Saksen (914–965)              | Hugo de Grote (897–956) ∞ 938 Hedwig van Saksen (914–965)              | Hugo de Grote (897–956) ∞ 938 Hedwig van Saksen (914–965)             | Hugo de Grote (897–956) ∞ 938 Hedwig van Saksen (914–965)             |
| Ouders                              | Frederik I van Lotharingen (912–978) ∞ Beatrix Capet (938–1003)            | Frederik I van Lotharingen (912–978) ∞ Beatrix Capet (938–1003)            | Frederik I van Lotharingen (912–978) ∞ Beatrix Capet (938–1003)            | Frederik I van Lotharingen (912–978) ∞ Beatrix Capet (938–1003)            | Frederik I van Lotharingen (912–978) ∞ Beatrix Capet (938–1003)        | Frederik I van Lotharingen (912–978) ∞ Beatrix Capet (938–1003)        | Frederik I van Lotharingen (912–978) ∞ Beatrix Capet (938–1003)       | Frederik I van Lotharingen (912–978) ∞ Beatrix Capet (938–1003)       |
| Adalbero II van Metz (958–1005)     |                                                                            |                                                                            |                                                                            |                                                                            |                                                                        |                                                                        |                                                                       |                                                                       |

- Gemeinsame Normdatei: 1147241791
- Virtual International Authority File: 375151246513744131041